# Борободур
Борободур (често и Боробудур) је највећи будистички храм у Југоисточној Азији. Ова велика пирамида се налази у централном делу острва Јава у Индонизији. Храм се састоји од девет наслаганих платформи, шест квадратних и три кружне, са средишњом куполом на врху. Храм је украшен је са 2672 рељефне плоче и 504 статуе Буде. Централна купола окружена је 72 статуе Буде, од којих свака седи унутар перфориране ступе. Вековима је била прекривена вулканским пепелом док је Европљани нису откопали. У периоду између 1973. и 1983. је спроведен велики програм обнове. Унеско је 1991. године ставио овај храм на листу светске културне баштине. На квадратној основи чије стране су дуге 123 m уздиже се укупно девет спратова. На зидовима прве четири степенасте терасе налази се рељеф чија је укупна дужина 5 km и приказује Будин живот. Изнад ових, уздижу се следеће три концентрично саграђене терасе с укупно 72 ступе од којих главна има пречник 11 метара.
Пирамида је вероватно грађена између 750. и 850. године за време владавине династије Саилендра.  Дизајн храма следи јаванску будистичку архитектуру, који спаја индонежански домородачки култ обожавања предака Индонезије и будистички концепт достизања Нирване. Храм демонстрира утицаје гуптанске уметности чиме се одражава утицај Индије на регион, али има довољно аутохтоних сцена и елемената да Борободур постане једиствено индонезијско здање. Монумент је светилиште Буде и место будистичког ходочашћа. Ходочасничко путовање започиње у подножју споменика и следи стазом око споменика, уздижући се на врх кроз три нивоа симболичне будистичке космологије: камадату (свет жеља), рупадату (свет облика) и Арупадату (свет безобличности). Монумент води ходочаснике кроз опсежни систем степеништа и ходника са 1.460 наративних рељефних плоча на зидовима и балустрадама. Борободур има један од највећих и најпотпунијих колекција будистичких рељефа на свету.
Докази указују на то да је Борободур саграђен у 9. веку, а потом напуштен након пропадања хиндуистичких краљевстава у 14. веку на Јави и преласка Јаванаца у ислам. Светска сазнања о његовом постојању подстакао је Сер Томас Стамфорд Рафлес 1814. године, тада британски владар Јаве, кога су локални Индонежани саветовали о његовој локацији. Борободур је од тада сачуван путем неколико рестаурација. Највећи пројекат рестаурације предузели су између 1975. и 1982. године Индонежанска влада и Унеско, а потом је монумент уписан као Унескова локација светске баштине. Борободур је највећи будистички храм на свету, а сврстава се са Баганом у Мјанмару и Ангкор Ватом у Камбоџи као једно од великих археолошких налазишта југоисточне Азије. Борободур је и даље популаран као одредиште ходочашћа, а будисти у Индонезији славе Дан Весака код овог монумента. Борободур је једна од најпосећенијих туристичких атракција Индонезије.

## Положај и окружење
Борободур је саграђен на брежуљку у плодној долини Кеду окруженој брдима. На југу и југозападу то су брда Менорех, на северу и североистоку вулкани Мерапи и Марбабу, а на северозападу су још два вулкана, Сумбинг и Синдоро. Храм је саграђен на ушћу две реке, Ело и Прого. Према веровању станвника Јаве, те две реке симболизују Ганг и Јамуну, две реке у Индији.

## О пореклу имена
Значење имена Борободур није јасно. Име чине две речи. Једна је 'бара' и има корен у речи 'вихара' што је назив за комплекс једног или више храмова или спаваноца. Друга реч 'будур' долази из балијског и значи 'изнад'. Према томе 'Боробудур' значи комплекс више храмова или спаваоница, који су смештени на брежуљку, месту издигнутом од околног терена. У прилог овој теорији порекла имена иду остаци грађевина нађени у северозападном делу дворишта који су били можда конаци у оквиру храмског комплекса.
Друга теорија се заснива на записима из 842. године. Изгледа да је име Борободур изведено од назива који се спомиње у том запису. Нажалост није сачуван пуни назив, али делује очигледно, да је назив који се спомиње гласио 'бхумисамбхарабудхара', са значењем 'свештеници врлина десет степеница бодхиставе'. Као подршка овој теорији порекла имена се сматра постојање села које се зове 'Бумисегара' а налази се у близини комплекса.

## Време грађења
Не зна се поуздано када је комплекс изграђен јер не постоје писани трагови. Процене експерата се заснивају на једном запису који је нађен на откопаном делу темеља. Запис је писан на санскриту писмом 'кави'. Поређењем тих знакова с другим записима у Индонезији, стурчњаци су проценили време градње на око 800. године.
У том периоду централним делом острва Јава владала је династија Саилендра која је припадала Махајана будизму. Како је Борободур посвећен управо Махајана будизму, сматра се да је саграђен у време владавине те династије.

## Заборав
Скоро два века је Борободур био духовно седиште будизма на Јави. Пропашћу хиндуистичког краљевства Матарам (919) центар политичких и културних дешавања премешта се из централног у источни део Јаве. Након тога, сакралне грађевине централне Јаве, попут Борободура, бивају напуштене и препуштене пропадању. Светилиште остаје изложено вулканским ерупцијама и другим утицајима природе. Вегетација оштећује камен којим је светилиште грађено, а највиши делови се урушавају.

## Поновно откривање и уређивање
Оштећења Борободура кроз векове су била тешка. Када је 1548. јак земљотрес погодио Јаву, проузроковао је коначно урушавање храма.
Колико је познато, 1709. је означаван још само као брежуљак Борободур. Цео храм је био прекривен земљом и заиста је изгледао као брежуљак обрастао жбуњем и коровом.
Након што је добио информацију да би у подручју Бумисегоро требало да постоје остаци великог храма Борободур, тадашњи гувернер Јаве, Рафлес, 1814. године покреће инцијативу за истраживања. Холанђанин Х. Ц. Корелијус израђује студију, али све до 1835. године када је откопан део намењен остављању реликвија, ништа се не догађа.
Интересовање стручне јавности и појединаца је расло и јењавало кроз деценије. Ирађивани су и одбацивани разни планови све док индонезијска влада није 1955. године предложила Унескоу план о спашавању Борободура и других споменика, а и сама је донела одлуку да обезбеди одређени део средтава потребних за растаурацију. Радови почињу 1973. а завршени су 1983.